# 石川義孝 (地理学者)
石川 義孝（いしかわ よしたか、1953年3月 - ）は、日本の地理学者、京都大学名誉教授。専門は計量地理学、人口移動。帝京大学経済学部教授。

## 経歴
岩手県生まれ。1975年京都大学文学部地理学卒、77年同大学院博士課程中退、京大文学部助手。1994年「わが国における人口移動の計量地理学的研究」で京大文学博士。奈良大学講師、大阪市立大学講師、助教授、京大文学部助教授、文学研究科教授。2018年3月、京大名誉教授。

## 受賞
- 2017年 日本地理学会賞（優秀著作部門）
- 2020年 国際地理学連合桂冠名誉賞

## 役職
- 人文地理学会会長 (2014.10 - 2018.11)
- 地理学連携機構代表 (2018.4 - )
- 日本学術会議会員

## 著書
- 『空間的相互作用モデル―その系譜と体系―』地人書房 1988
- 『人口移動の計量地理学』古今書院 1994

### 編著・共編
- 『人口移動転換の研究』編著 京都大学学術出版会 2001
- 『アジア太平洋地域の人口移動』編著 明石書店 2005
- 『近畿圏 大阪府・兵庫県・京都府・滋賀県・奈良県・和歌山県』金田章裕共編 朝倉書店 日本の地誌 2006
- 『人口減少と地域 地理学的アプローチ』編著 京都大学学術出版会 2007
- 『地域と人口からみる日本の姿』井上孝,田原裕子共編 古今書院 2011
- 『地図でみる日本の外国人』編 ナカニシヤ出版 2011

## 論文
- 石川義孝